# 京都府内市町村指定文化財一覧
京都内市町村指定文化財一覧（きょうとふないしちょうそんしていぶんかざいいちらん）は、京都府内の市町村指定文化財の一覧である。

## 市部
- 京都市指定文化財一覧
- 福知山市指定文化財一覧
- 舞鶴市指定文化財一覧
- 綾部市指定文化財一覧
- 宇治市指定文化財一覧
- 宮津市指定文化財一覧
- 亀岡市指定文化財一覧
- 城陽市指定文化財一覧
- 向日市指定文化財一覧
- 長岡京市指定文化財一覧
- 八幡市指定文化財一覧
- 京田辺市指定文化財一覧
- 京丹後市指定文化財一覧
- 南丹市指定文化財一覧
- 木津川市指定文化財一覧

## 乙訓郡
- 大山崎町指定文化財一覧

## 久世郡
- 久御山町指定文化財一覧

## 綴喜郡
- 井手町指定文化財一覧
- 宇治田原町指定文化財一覧

## 相楽郡
- 笠置町指定文化財一覧
- 和束町指定文化財一覧
- 精華町指定文化財一覧
- 南山城町指定文化財一覧

## 船井郡
- 京丹波町指定文化財一覧

## 与謝郡
- 伊根町指定文化財一覧
- 与謝野町指定文化財一覧